# Combate de Cartagena (1798)
El combate de Cartagena del 15 de julio de 1798 tuvo lugar en el contexto de la Guerra anglo-española de 1796-1802, que libró España en alianza con Francia, que se encontraba librando las Guerras revolucionarias francesas. Fue una batalla naval menor pero supuso una victoria británica. Tuvo lugar a unos 156 kilómetros al Sureste de la costa de Cartagena, en España.

## Desarrollo
Los españoles contaban con cuatro fragatas que habían partido de Cartagena el 8 de julio con una misión militar en el Oeste del Mediterráneo. Cada barco español llevaba 34 cañones con un peso de disparo de 82 kilos y el navío británico al que se enfrentaron, el buque pesado Lion, al mando del capitán Manley Dixon, tenía un peso de disparo de 308 kilos. Al avistar el Lion, los barcos españoles formaron una línea de batalla. La flota española iba al mando del comandante don Félix O'Neil en el buque insignia Pomona , con el capitán Don Francis Villamil. El buque Proserpina iba al mando del capitán Bial, el Santa Dorotea del capitán Manuel Gerraro y el Santa Casilda del capitán Errara. 
La fragata Santa Dorotea había perdido un mástil en un combate anterior, por lo que fue la más lenta de la escuadra española, por lo que O'Neil, y el capitán Gerraro se dio cuenta de que su buque iba a ser aislado por el Lion, por lo que el comandante O'Neil ordenó a las tres fragatas delanteras dar la vuelta y navegar en defensa de la Santa Dorotea, pasando frente al Lion y abriéndose un intenso fuego a las 11:15 y Lion respondió al fuego. Para disuadir a la nave británica de atacar a la línea española Gerraro  abrió fuego contra el Lion, lo que causó daños graves en los aparejos del buque. Mientras el Santa Dorotea cambiaba su rumbo las tres fragatas españolas se aproximaron a la británica para cañonearla pero esto no tiene efecto y son atacados de nuevo por el buque británico.
Lion comenzó a acortar distancias con la Santa Dorotea y hubo un intenso cañoneo. En pocos minutos el palo mesana del buque de Gerraro había caído y el palo mayor y el timón fueron severamente golpeados. Los barcos españoles, que habían fracasado en su intento de ayudar al Santa Dorotea, regresaron a Cartagena sobre las 13:10 y el Santa Dorotea se rindió. El barco, que había sido el más dañado y el que más vidas había perdido fue capturado por los ingleses. La fragata se arregló y se puso al servicio de la marina británica con el nombre de HMS Santa Dorotea y sirvió durante varios años más. El dinero de la venta del barco, así como de lo que contenía, fue entregado a la tripulación del capitán inglés Manley Dixon.